# فاني كول
فاني باتري كول (هولدر قبل الزواج، 20 يونيو 1860-25 مايو 1913) زعيمة بارزة في حركة الاعتدال ومناصرة لحقوق المرأة في نيوزيلندا. كانت كول عضوةً مؤسسةً ثم رئيسة فرع كرايستشيرش للاتحاد النسائي المسيحي للاعتدال في نيوزيلندا، ومديرة الاتحاد الوطنية للصحافة بين عامي 1897-1903. انتُخبت كول في عام 1906 رئيسةً وطنية للاتحاد النسائي المسيحي للاعتدال في نيوزيلندا، وشغلت هذا المنصب حتى وفاتها المفاجئة قبل وقت قصير من عيد ميلادها الثالث والخمسين.

## النشأة
ولدت فاني باتري هولدر في سانت جورج في شروبشاير في 20 يونيو 1860، وهي السادسة من بين ثمانية أطفال لفاني باتري (1822-1883) وتشارلز هولدر. كان باتري لقبًا من أصل هوغونوتي ولُفظ بيوتريس. نشأت فاني وإخوتها في روكرادين وود –وفقًا للإحصاء السكاني في إنجلترا- حيث عمل والدها صانعًا للأحذية وكان واعظًا ميثوديًا محليًا.
هاجر بعض أفراد الأسرة إلى نيوزيلندا في عام 1880، وعاشت الأخوات الأربع بالقرب من والديهن في كرايستشيرش، وتزوجن بتعاقب سريع، إذ مرضت والدتهن وتوفيت. تزوجت الابنة الكبرى سارة إليزابيث هولدر (1854-1939) في عام 1883 من القس الميثودي دانيال جيمس موراي (1851-1928)، وتزوجت ليديا آن هولدر (1856-1929) من النجار أندرو هار (1859-1908) في عام 1884، بينما تزوجت جين «جيني» هولدر (1864-1921) عام 1885 من المزارع توماس أوليفر جونسون (1861-1932).
عملت فاني باتري هولدر معلمةً في مدارس بروكسايد وشرق أكسفورد، قبل أن تتزوج في عام 1884 من هربرت كول من كايابوي (1858-1917). اتبّع هربرت كول حركة الاعتدال، وكان عاملًا «بلا رخصة» ووكيلًا لجمعية المزارعين التعاونية في كانتربري. ولدت ابنتهما الكبرى مارغريتا ليليان «ديزي» كول في 1 أكتوبر 1886 في ريتشموند، في مزرعتهم إلينجوان الواقعة بالقرب من نهر أفون. أُطلق على الأراضي الرطبة في المنطقة «مروج ديزي». ولدت ابنتهما الثانية إليانور شارلوت «نيلي» كول (1888-1962) هناك أيضًا في 4 يوليو 1888.
كانت طفلتيها في الرابعة والسادسة من عمريهما عام 1892، عندما وقعت فاني كول من ريتشموند (كرايستشيرش) على عريضة حق المرأة في التصويت التي وُضعت من قبل اتحادات الامتياز السياسي والاتحاد النسائي المسيحي للاعتدال في نيوزليندا. كانت كول من مؤسسات اتحاد كرايستشيرش وقت زيارة المُنظِمة العالمية للاتحاد النسائي المسيحي للاعتدال ماري كليمنت ليفيت في مايو 1885. انتخب الأعضاء المؤسسون الأربعة وأربعون إيما إليزا باك رئيسةً، وسيسيليا روتون أمينةً للصندوق، وكيت شيبارد أمينةً للسر. وقعت كول أيضًا على عريضة عام 1893، والتي عُدت العرضية الأكبر في البرلمان النيوزيلندي على الإطلاق، إذ أدت بنجاح إلى إكساب المرأة حقها في التصويت على المستوى الوطني. عاشت العائلة في ذلك الوقت في مزرعة إلينجوان في ريتشموند وفقًا لسجل الناخبين لعام 1896، وكان هربرت كول قد أسس في عام 1894 شراكة تجارية لوكالات الأراضي مع الناشط الاعتدالي توماس «تومي» إدوارد تيلور. انتقلت عائلة كول بحلول عام 1900 إلى منطقة بورت هيلز المطلة على مرفأ ليتيلتون، وفقًا لسجل الناخبين في ليتيلتون.

## قيادية في حركة الاعتدال وحقوق المرأة
شغلت فاني كول منصب نائب الرئيس لاتحاد كرايستشيرش منذ عام 1897. تضمنت الأنشطة العديدة التي نفذها الاتحاد ذلك العام افتتاح مقاهٍ لتنافس المطاعم والفنادق التي تقدم الكحول، وكشك للطعام في معرض الرابطة الزراعية والرعوية الذي ضم مئات الرعاة، واجتماعات منزلية لدراسة الكتاب المقدس في لينوود، وتسجيل الفتيات العاملات في المصانع ليتمكنّ من التصويت، وجهود إنقاذ الشابات في الشوارع، ومطالبة البرلمان بإصلاح مشروع قانون فساد الأحداث ليشمل الأولاد إضافةً للفتيات. وقعت وكيت شيبارد في ذلك العام كممثلتين عن الاتحاد النسائي المسيحي للاعتدال في كرايستشيرش مع قياديات كرايستشيرش الأخريات مثل أدا ويلز، رسالة عامة إلى رئيس وزراء نيوزيلندا. سعين لاكتساب صلاحيات متساوية مع الزوار الرسميين من الذكور إلى السجون، ولمنحهن صلاحيات قضاة الصلح. «لا فائدة من اعتبار النساء زائرات رسميات إلى سجوننا ما لم يمتلكن الصلاحيات الممنوحة ذاتها للرجال من الزوار».
بدأت فاني كول في ذات العام الذي ترأست فيه آني جين شناكنبيرج من أوكلاند الاتحاد النسائي المسيحي للاعتدال في نيوزيندا العمل كمشرفة على الجانب الصحفي. انتخبت كول في العام التالي رئيسة لاتحاد كرايستشيرش بعد أن ترأسته كيت شيبارد، وشغلت هذا المنصب حتى رُقيت لمنصب الرئاسة الوطنية للاتحاد النسائي المسيحي للاعتدال في نيوزيلندا. أشُيد بمهاراتها القيادية والتي تضمنت «أساليب عملية استرضائية وبارعة» وباجتماعاتها «التي برزت خصوصًا لغياب أي شكل من أشكال الخلاف فيها».

### رئيسة الاتحاد النسائي المسيحي للاعتدال في نيوزيلندا 1906-1913

#### مؤتمر عام 1906 للاتحاد النسائي المسيحي للاعتدال في نيوزيلندا
انتُخبت فاني كول رئيسة وطنية في مؤتمر الاتحاد النسائي المسيحي للاعتدال في نيوزيلندا عام 1906 في الفترة بين 20-26 مارس في غريموث، والذي استضافته الكنيسة الأنجليكانية في ترينيتي هول. لم تكن حاضرة في ذلك الاجتماع، عندما سحبت كل من ماري سادلر باول من إنفيركارجيل، وراشيل هال دون من دنيدن، وليلي ماي كيرك أتكينسون من ويلنغتون (الرئيسة آنذاك) أسماءهن من الترشيح لصالح ترشيح كول لرئاسة اتحاد كرايستشيرش، وقد انتخبت بالإجماع، وقبلت كول المنصب رسميًا برسالة.
عملت كول قبل انتخابها رئيسة وطنية كممثلة للاتحاد النسائي المسيحي للاعتدال في معرض كرايستشيرش الدولي. تمثلت غاية ذلك في إظهار مدى تنوع الجهود النقابية «في إطار سياستها الشاملة بذل كل جهد». دُعيت كول إلى المنصة في حفل الافتتاح، كانت على يقين من أن ذلك كان دليلًا على «تغير في المشاعر العامة فيما يتعلق بالاعتدال، فقد اعتُرف-بالتأكيد- بالنساء النيوزيلنديات اللائي اجتمعن معًا تحت راية الاتحاد النسائي المسيحي للاعتدال كقوة لا يستهان بها في العالم السياسي». كانت «استراحة الأطفال» الجزء الوحيد من المعرض الذي سُجل رسميًا، وكان عبارة عن مبنى يضم حضانة لحوالي 60 من الأطفال والرضّع يوميًا. كتب لها وزير التعليم السير جورج فولدز، لشكر الاتحاد على جهوده في المعرض، لا سيما في تنظيم الحضانة.

#### المؤتمر الوطني عام 1907
انعقد المؤتمر السنوي الثاني والعشرون في كرايستشيرش في الفترة بين 14-20 فبراير 1907. ترأست كول الاجتماعات وأظهرت القرارات الناتجة عنها قناعاتها القوية، إذ كانت قرارات مماثلة من الاتفاقيات السابقة والتالية تحت قيادتها. شددت على القرارات المتعلقة بمناهضة الحرب، ومكافحة العنف، والتخلص من المعوقات التي تمنع النساء من شغل منصب عضوة في البرلمان أو غيرها من المناصب، والاحتجاج على تشريع ماكينة الرهانات، وإنشاء منازل منفصلة في المناطق الريفية مع مزارع للرجال والنساء الموقوفين بسبب نقص مقدرتهم على التحكم بغريزتهم الجنسية، وإلغاء المهل الزمنية للتهم الجنائية الموجهة ضد الفتيات، وإزالة المعوقات القانونية التي تؤثر على الأطفال غير الشرعيين، وتعليم الاعتدال العلمي في المدارس، وتطبيق المساواة الاقتصادية بين الزوج والزوجة بما في ذلك القيود المفروضة على وقت المرأة وعملها الواردين في قوانين المصانع، والأجور المتساوية عن العمل المتساوي.